# 진부고등학교
진부고등학교(珍富高等學校)는 대한민국 강원특별자치도 평창군 진부면 하진부리에 위치한 공립 고등학교이다.

## 학교 연혁
- 1967년 10월 5일 : 진부농업고등학교 설립인가(3학급)
- 1968년 3월 7일 : 진부농업고등학교 개교
- 1971년 1월 14일 : 진부농업고등학교 제1회 졸업식
- 1972년 3월 1일 : 진부고등학교로 교명 변경
- 2024년 3월 1일 : 제32대 전상필 교장 취임
- 2024년 3월 4일 : 2024학년도 입학식(69명)
- 2025년 1월 3일 : 제55회 졸업식(졸업생 38명) 누계 7,240명

## 참고 자료
- 진부고등학교 - 한국교육학술정보원 학교알리미